# Lionel Henry (acteur)
Lionel Henry est un acteur et directeur artistique français.
Actif dans le doublage, il est notamment la voix française régulière de Billy Crystal, Chi McBride, Phil Morris et Roger Cross, ainsi que l'une des voix de remplacement d'Eddie Murphy.

## Doublage

### Cinéma

#### Films
- Billy Crystal dans (7 films) :
  - Quand Harry rencontre Sally (1989) : Harry
  - La Vie, l'Amour, les Vaches (1991) : Mitch Robbins
  - L'Or de Curly (1994) : Mitch Robbins
  - Hamlet (1996) : le premier fossoyeur
  - Harry dans tous ses états (1997) : Larry
  - Le Géant et moi (1998) : « Sam Sammy » Karmin
  - Couple de stars (2001) : Lee Philipps

- Damon Wayans dans (4 films) :
  - Le Dernier Samaritain (1991) : James « Jimmy » Dix
  - Mo' Money : Plus de blé (en) (1992) : Johnny Stewart
  - La Couleur de l'arnaque (1996) : James The Grim Reaper Roper
  - The Very Black Show (2000) : Pierre Delacroix

- Ice Cube dans :
  - Friday (1995) : Craig Jones
  - Next Friday (2000) : Craig Jones
  - Friday After Next (2002) : Craig Jones

- Eddie Murphy dans :
  - Espion et demi (2002) : Kelly Robinson
  - École paternelle (2003) : Charlie Hinton
  - Mille mots (2012) : Jack McCall

- Willem Dafoe dans :
  - Sailor et Lula (1990) : Bobby Peru
  - Sables mortels (1992) : le shérif adjoint Ray Dolezal

- Cary-Hiroyuki Tagawa dans :
  - Soleil levant (1993) : Eddie Sakamura
  - Le Fantôme du Bengale (2010) : Kabai Singh

- Keenen Ivory Wayans dans :
  - L'Ombre blanche (1996) : l'inspecteur Jim Campbell
  - Wanted recherché mort ou vif (1997) : le sergent James Dunn

- Lou Diamond Phillips dans :
  - Big Hit (1998) : Cisco
  - Sanitarium (2013) : James Silo

- Doug Jones dans :
  - Hellboy (2004) : Abraham « Abe » Sapien
  - Hellboy 2 : Les Légions d'or maudites (2008) : Abraham « Abe » Sapien

- Tony Cox dans :
  - Bad Santa (2003) : Marcus
  - Bad Santa 2 (2016) : Marcus

- Chi McBride dans :
  - Les Frères Solomon (2007) : James
  - Le Gospel du bagne (2008) : Pasteur Arthur Mitchell

- 1987 : La Gagne : J. C. Cullen (Matt Dillon)
- 1987 : Le Dragueur : George (Fred Melamed)
- 1987 : World Gone Wild (en) : George Landon (Michael Paré)
- 1987 : La Vengeance des monstres : Jarvis (Michael Moriarty)
- 1988 : Un prince à New York : Darryl Jenks (Eriq La Salle)
- 1988 : Comme un cheval fou : Tipton (Ben Stiller)
- 1989 : Do the Right Thing : Ahmad (Steve White)
- 1989 : Le Ciel s'est trompé : Richard (Marc McClure)
- 1990 : À la poursuite d'Octobre rouge : le lieutenant-capitaine Grigoriy Kamarov (Michael Welden)
- 1990 : 48 Heures de plus : Tyrone Burroughs (Brent Jennings)
- 1990 : Contre-enquête : le juge Alyosius « Al » Francis Reilly (Timothy Hutton)
- 1990 : Un flic à la maternelle Danny (Tom Kurlander)
- 1991 : Boyz N the Hood : Ricky Baker (Morris Chestnut)
- 1991 : Jungle Fever : Flipper Purify (Wesley Snipes)
- 1992 : Un faux mouvement : Dale « Hurricane » Dixon (Bill Paxton)
- 1993 : CB4 : lui-même (Ice-T)
- 1993 : Stalingrad : le sergent Pflüger (Mark Kuhn)
- 1993 : L'Avocat du diable : l'agent Ken Powell (Anthony Sherwood (en))
- 1993 : Allô maman, c'est Noël : Stuart Jensen (Elias Koteas)
- 1993 : Chasse à l'homme : Pik van Cleef (Arnold Vosloo)
- 1993 : Last Action Hero : lui-même (Jean-Claude Van Damme)
- 1994 : Speed : Stephens (Alan Ruck)
- 1994 : Pulp Fiction : Buddy Holly (Steve Buscemi)
- 1994 : Léon : Benny (Keith A. Glascoe)
- 1994 : I Like It Like That : Alexis (Jesse Borrego)
- 1994 : Blown Away : Anthony Franklin (Forest Whitaker)
- 1995 : La Colo des gourmands : Lars (Tom Hodges (en))
- 1996 : Mother : l'installateur TV (Joey Nabler)
- 1996 : Crimetime (en) : Max Bentwhistle (Ron Berglas)
- 1996 : The Glass Cage : Paul Yaeger (Richard Tyson)
- 1997 : Boogie Nights de Paul Thomas Anderson : Buck Swope (Don Cheadle)
- 1997 : Donnie Brasco : Tim Curley (Zeljko Ivanek)
- 1997 : L'Homme qui en savait trop... peu : Uri (Cliff Parisi)
- 1997 : Flics sans scrupules : inspecteur Rodriguez (Tupac Shakur)
- 1997 : Retour en force : Tony Dunbar (Joe Torry)
- 1997 : Wishmaster : lieutenant Nathanson (Ricco Ross)
- 1997 : Austin Powers : Mustafa (Will Ferrell)
- 1998 : October 22 (en) : Arthur (Ernie Hudson)
- 1998 : Blues Brothers 2000 : Cabel Chamberlain (Joe Morton)
- 1998 : Le Masque de Zorro : ? ( ? )
- 1999 : Comme un voleur : Riles (Robert Miano)
- 1999 : American Gangster : le Saint (Clifton Powell)
- 1999 : Held Up (en) : Michael (Jamie Foxx)
- 2000 : Le Plus Beau des combats : Julius Campbell (Wood Harris)
- 2000 : Le Secret de Jane : Jimmy (RuPaul)
- 2002 : Men in Black 2 : Jack Jeebs (Tony Shalhoub)
- 2003 : Président par accident : Mitch Gilliam (Bernie Mac)
- 2004 : Hôtel Rwanda : le capitaine Hutu (Simo Mogwaza)
- 2004 : Everyday People : Ron Harding (Ron Butler (en))
- 2007 : King Rising, au nom du roi : Tarish (Brian J. White)
- 2007 : Les Quatre Fantastiques et le Surfer d'argent : Norrin Radd / le Surfer d'argent (Laurence Fishburne)
- 2008 : Beethoven : Une star est née ! : Tick (Oscar Nuñez)
- 2009 : Blood and Bone : James (Eamonn Walker)
- 2010 : L'Élite de Brooklyn : Gutta (Tobias Truvillion)
- 2011 : The Raid : Tama (Ray Sahetapy)
- 2013 : Welcome to the Jungle : Troy (Aaron Takahashi)
- 2013 : Enemy : l'agent de sécurité (Kedar Brown)
- 2013 : La Crypte du dragon : Jianyu (Le Geng)
- 2013 : Vikingdom : L'Éclipse de sang : Karl Redbeard (Geoffrey Giuliano)
- 2013 : L'Employeur (en) : Alan (Billy Zane)
- 2014 : Illusions : l'inspecteur (Shashawnee Hall)
- 2016 : Pee-wee's Big Holiday : Lane (Anthony Alabi)
- 2018 : Outlaw King : Le Roi hors-la-loi : Robert Wishart (Ron Donachie)
- 2021 : Confessions d'une fille invisible : Inácio (Thiago Justino)
- 2023 : Fiction à l'américaine : Jordan Phillips (Stephen Burrell)

#### Films d'animation
- 1996 : James et la Pêche géante : un reporter
- 2016 : Gris, le (pas si) grand méchant loup : Cliff

### Télévision

#### Téléfilms
- Keith David dans :
  - Alien Evolution (2001) : Mason Rand
  - Alien Evolution 2 (2003) : Mason Rand
- Roger Cross dans :
  - Le Secret du vol 353 (2000) : Dr Smithie
  - Interceptor Force 2  (2002) : Nathan McCallister
- 1988 : Le Monstre évadé de l'espace : Roger (Joseph Cali)
- 1990 : « Il » est revenu : Tom Rogan (Ryan Michael) (1er doublage)
- 1992 : Doute cruel : John Taylor (Adam Baldwin)
- 1992 : La Belle et le Fantôme : Nick Peyton (Corbin Bernsen)
- 1997 : Peur à domicile : Freemont (Cress Williams)
- 1998 : Where's Marlowe? : Wilt Crawley (Mos Def)
- 1998 : Faux pas interdit : Carl (Richard Tyson)
- 2000 : Au bout de la nuit : Flozell (Philip Akin)
- 2001 : Jeu macabre : inspecteur Nick Roos (Lou Diamond Phillips)
- 2001 : Bojangles : Bill « Bojangles » Robinson (Gregory Hines)
- 2002 : Les Pilotes de l'extrême : Michael Sanger (Billy Zane)
- 2004 : Trois : The Escort : Trenton « Trent » Meyer (Brian J. White)
- 2009 : Le Noël des petites terreurs : Rodney Smith (Reginald VelJohnson)
- 2010 : Le Secret des baleines : Amiri Mamroe (Rawiri Paratene)
- 2012 : La Vengeance de Gina : Todd Mesmer (Tim Rozon)
- 2013 : Noël tous en chœur : Marv (Taylor Negron)
- 2014 : Le Cœur des femmes : Paul Gold (Wilfried Hochholdinger)
- 2015 : L'Appel du devoir : Clyde Pierce (Leslie David Baker)
- 2015 : La Demande en mariage : Al (Beau Billingslea)

#### Séries télévisées
- Chi McBride dans (6 séries) :
  - Boston Public (2000-2004) : Steven Harper (81 épisodes)
  - The Practice : Donnell et Associés (2001) : Steven Harper (saison 5, épisode 14)
  - Boston Justice (2005) : Steven Harper (saison 1, épisode 16)
  - The Nine : 52 heures en enfer (2006-2007) : Malcolm Jones (13 épisodes)
  - Pushing Daisies (2007-2009) : Emerson Cod (22 épisodes)
  - Hawaii 5-0 (2013-2020) : le capitaine Lou Grover (160 épisodes)

- Phil Morris dans (5 séries) :
  - Mission impossible, 20 ans après (1988-1990) : Grant Collier (35 épisodes)
  - La croisière s'amuse, nouvelle vague (1998-1999) : Will Sanders (24 épisodes)
  - JAG (2005) : le capitaine Max Engler (saison 10, épisode 15)
  - NCIS : Enquêtes spéciales (2006) : le capitaine Paul Martino (saison 3, épisode 13)
  - Smallville (2006-2010) : John Jones / Martian Manhunter (11 épisodes)

- Roger Cross dans :
  - 24 Heures chrono (2005-2007) : Curtis Manning (en) (version Canal +, 45 épisodes)
  - Eureka (2012) : le major William Shaw (saison 5)
- 1990 : MacGyver : Curtis Danby (Michael A. Jackson) (saison 5, épisode 20)
- Stargate SG-1 : Korra (Mark Holden) (saison 3, épisode 7)
- Avenida Brasil : Leleco Araújo (Marcos Caruso) et Paulo Silas (Ailton Graça)
- 1994 : New York, police judiciaire : le révérend Ott (Tony Todd) (saison 4, épisode 19)
- 1996-1997 : Demain à la une : Mike Logan (Ted Danson)
- 1996-1997 : Murder One : Jimmy Wyler (Anthony LaPaglia)
- 2000-2002 : Roswell : Philip Evans (Garrett M. Brown) (18 épisodes)
- 2002-2003 : Odyssey 5 : Paul Forbes (Phillip Jarrett) (10 épisodes)
- 2003-2008 : The Shield : l'inspecteur Tavon Garris (en) (Brian J. White) (11 épisodes)
- 2006 : Ghost Whisperer : Ely Fisher (Giancarlo Esposito) (saison 1, épisode 19)
- 2007-2008 : Aliens in America : M. Matthews (Christopher B. Duncan (en)) (13 épisodes)
- 2008 : La Petite Dorrit : ? (?) (mini-série)
- 2009 : Big Love : Jerry Flute (Robert Beltran)
- 2011 : Weeds : Ed Watson (Gary Anthony Williams) (saison 7)
- 2012-2015 : Glee : LeRoy Berry (Brian Stokes Mitchell) (3 épisodes)
- 2013 / 2018 : The Americans : Gregory Thomas (Derek Luke) (4 épisodes)
- 2014 : Gang Related : Javier Acosta (Cliff Curtis)
- 2014-2015 : Sirens : Cash (Bill Nunn) (22 épisodes)
- 2015-2020 : Grace et Frankie : Jacob (Ernie Hudson) (17 épisodes)
- 2017 : Modern Family : Billy Crystal (Billy Crystal) (saison 9, épisode 8)
- 2017-2019 : Baskets : Ken Daniels (Alex Morris) (20 épisodes)
- 2017-2021 : Brooklyn Nine-Nine : Caleb John Gosche (Tim Meadows) (4 épisodes)
- 2018 : Toi, moi et elle : Oliver (Cedric De Souza) (saison 3)
- 2018 : I'm Dying Up Here : Bruce (Dana Gould) (saison 2)
- 2018-2019 : La Folle Aventure des Durrell : M. Likourgos (Gerasimos Skiadaressis (en)) (4 épisodes)
- 2019 : Chambers : Johnny (Don Harvey) (3 épisodes)
- 2020 : Lovecraft Country : Sammy (John Hudson Odom) (4 épisodes)
- 2021 : Insecure : David Carter (Gregg Daniel (en)) (2e voix, saison 5)
- 2021-2022 : Our Kind of People : Teddy Franklin (Joe Morton) (12 épisodes)
- 2022 : The Good Fight : Ri'Chard Lane (Andre Braugher) (saison 6)
- 2025 : Paradise : Fred Collins (Glynn Turman)

#### Séries d'animation
- 1987 : Creamy, merveilleuse Creamy : Joe le serpent
- 2002 : Funky Cops : Ace Anderson (2e voix, saison 2)
- 2021 : Le Monde de Karma : M. Crawford
- 2022 : Fairfax : voix additionnelles (saison 2)

### Jeux vidéo
- 2012 : Skylanders: Giants : Pop Fizz
- 2017 : Deus Ex: Mankind Divided : Robert "Bob" Page

### Direction artistique
- 2007 : Le Code de l'apocalypse
- 2013 : Banklady
- 2014 : The Mirror
- 2015 : Criminals
- 2016 : Gris, le (pas si) grand méchant loup